# Beverly et Ferd Sebastian
Beverly Sebastian et Ferd Sebastian sont un duo de réalisateurs, producteurs et scénaristes américains. Leurs films indépendants des années 1970 et 1980 étaient principalement des films d'exploitation similaires à ceux de Roger Corman et d'autres réalisateurs dans les années 1960 dans des studios indépendants comme American International Pictures.. Ils formaient un couple de travailleurs qui collaboraient ensemble sur la plupart des aspects de la réalisation cinématographique,.
Après avoir réalisé Running Cool en 1993, le duo prend sa retraire en Floride. Depuis 2012, Sebastian dirige la Greyhound Foundation qui sauve les vieux chiens Greyhound anciens coureurs en leur apportant une assistance médicale et en les entraînant avec des prisonniers,.

## Filmographie comme réalisateurs et scénaristes
- Courir à la cool (1993)
- American Angels : Le baptême du sang (1989)
- 'Gator Bait II : La justice cajun (1988)
- Rocktober Sanglant (1984)
- En direct avec le capitaine Midnight (1979)
- Delta Fox (1979)
- Flash et le chat de feu (1975)
- Appât pour alligator (1974)
- Les filles célibataires (1974)
- Les auto-stoppeurs (1972)
- Rouge, Blanc et Bleu (1971)
- La Clinique de l'amour (1969)
- J'ai besoin (1968)